# دعدووش (فلم)
دعدووش فيلم كوميدي مصري من إنتاج سنة 2017. الفيلم من إخراج عبد العزيز حشاد، وتأليف ساهر الأسيوطي، وإنتاج طارق عبد العزيز، ومن بطولة هشام إسماعيل، وميرهان حسين، ومدحت تيخا، وياسر الطوبجي، وكريم أبو زيد.

## ملخص القصة
- تدور احداث الفيلم حول ما يحدث داخل معسكر إرهابي، منذ الإيقاع بالشباب وإقناعهم بالانضمام للجماعة، والقيام بالعمليات الإرهابية، حيث تقوم هذه الجماعات بالتحدث باسم الدين وأنهم الذين يقومون بحمايته، كل هذا في إطار كوميدي يوضح حقيقة مثل هذه الجماعات والقائمين عليها.

## طاقم التمثيل
- هشام إسماعيل[4]
- ميرهان حسين
- مدحت تيخا
- ياسر الطوبجي
- كريم أبو زيد
- أيمن أبو زهرة
- محمد فاروق شيبا
- ماريان صلاح
- أمير صلاح
- عمرو عبد العزيز
- هويدا السودانية
- سناء اللحام
- ندى كوكيتا
- سميرة صدقي
- علاء مرسي
- محمد نجاتي
- صوفيا
- سعيد حيمور
- صابر إمبابي

## الإنتاج
- كتب ساهر الأسيوطي قصة وسيناريو الفيلم، وكان الفيلم من إخراج عبد العزيز حشاد، المنتج طارق عبد العزيز...